# نهائي كأس القارات 2017
نهائي كأس القارات 2017 هي المباراة النهائية من كأس القارات 2017، لتحديد الفائز بلقب البطولة، أقيمت المباراة في 2 يوليو 2017 على ملعب كريستوفسكي الذي يقع في مدينة سانت بطرسبرغ في شمال غرب روسيا، بين الفريقين الفائزين في دور نصف النهائي من منافسات البطولة، وهما منتخب ألمانيا ومنتخب تشيلي. شهد المباراة تتويج بطل جديد للمرة الأولى منذ عام 2003، حيث احتكر منتخب البرازيل اللقب منذ ذلك الوقت ولغاية نهائي كأس القارات 2013، حيث فشلت البرازيل في التأهل للبطولة.
فاز منتخب ألمانيا باللقب الأول له في بطولة كأس القارات بعدما تغلب على منتخب تشيلي في المباراة النهائية بهدف نظيف، سجله لارس شتيندل. كانت هذه أخر مباراة في كأس القارات على الإطلاق.

## ملعب المباراة
ملعب كريستوفسكي (الروسية: Стадион Санкт-Петербург») ويعرف أيضاً باسم«زينيت أرينا»، هو ملعب كرة قدم يقع في الجزء الغربي من جزيرة كريستوفسكي بمدينة سانت بطرسبرغ في روسيا. وهو الملعب الرئيسي لنادي زينيت سانت بطرسبرغ. بدأت أعمال البناء في الملعب في عام 2007، وكان من المفترض افتتاحه في ديسمبر من عام 2008. لكن تأخر المشروع لغاية عام 2011، ثم إلى 2017 لإضافة «بعض التغييرات التجميلية». حتى شهر مايو من 2017 زاد الوقت الوقت المحدد لبناء حوالي هو 518٪ من الوقت المعلن عنه، وزادت التكلفة الإنشائية ما يقارب 548٪ على الميزانية والتكلفة الرئيسية. حيث بلغت التكلفة الإنشاء النهائية للملعب 1.1 مليار دولار أمريكي. ومن ثم افتتح الملعب الذي يتسع لحضور ما يقارب 68,134 متفرج رسميًا في 2017، كأحد الملاعب الرئيسية التي استضافت منافسات كأس القارات 2017. وهو أيضاً أحد الملاعب الثمانية التي اتستضافة منافسات كأس العالم 2018 ومنافسات بطولة أمم أوروبا 2020.

## كرة اللقاء
أديداس كراسافا (بالإنجليزية: Adidas Krasava) هي الكرة الرسمية لبطولة كأس القارات 2017، وهي من إنتاج شركة أديداس الرياضية في ألمانيا. وقد أزيح الستار عن كرة القدم الرسمية لكأس القارات 2017، بعدما أعلنها الاتحاد الدولي لكرة القدم للإعلام في 11 نوفمبر 2016. كراسافا هي كلمة عامية روسية يستخدمها مشجعو كرة القدم في روسيا للتعبير عن إعجابهم الشديد بلعبة رائعة ملفتة للغاية، سواءً كان هدفاً مذهلاً أو انطلاقة مدهشة.

## مشوار التأهل

### المواجهات السابقة
تقابل المنتخبين المنتخب الألماني والمنتخب التشيلي من قبل في 8 مباراة بالمجمل، منها 4 مواجهات رسمية و 4 مواجهات ودية. تواجه المنتخبين أول مرة في عام 1960 في اللقاء الودي الذي انتهى بفوز المنتخب الألماني بنتيجة 2–1، بينما كان أول لقاء رسمي بينهما بعدها بعامين في عام 1962 ضمن كأس العالم 1962 حيث فاز منتخب ألمانيا بنتيجة 2–0. بينما كان أخر لقاء بينهما كان ضمن منافسات هذه البطولة في دور المجموعات، وانتهى اللقاء بالتعادل 1–1، وهو التعادل الوحيد بتاريخ المنتخبين.
بداية في المواجهات الودية، حيث تقابل الفريقين في 4 الموجهات سابقة، كانت الغلبة فيها لمنتخب التشيلي الذي فاز بلقائين، بينما تعادل في لقاء وخسر كذلك في لقاء وحيد. وسجل منتخب تشيلي خلال تلك الموجهات الأربعة 6 أهداف، بينما سجل منتخب ألمانيا 5 أهداف. أما في المواجهات الرسمية، فقد تواجه المنتخبين في 4 مواجهات كانت الغلبة فيها للمنتخب الألماني الذي استطاع الفوز بها جميعًا (3 موجهات في كأس العالم ومواجهة وحيدة في كأس القارات)، حيث سجل خلالها منتخب ألمانيا 8 أهداف، بينما سجل منتخب التشيلي هدفين فقط.
المواجهات الرسمية
- كأس العالم 1962: فازت ألمانيا الغربية على تشيلي بنتيجة 2–0.[34]
- كأس العالم 1974: فازت ألمانيا الغربية على تشيلي بنتيجة 1–0.[35]
- كأس العالم 1982: فازت ألمانيا الغربية على تشيلي بنتيجة 4–1.[36]
- كأس القارات 2017: انتهى اللقاء بالتعادل بـ 1–1.[37]

المواجهات الودية
- 1960: فازت ألمانيا الغربية على تشيلي بنتيجة 2–1.[38]
- 1961: فازت تشيلي على ألمانيا الغربية بنتيجة 3–1.[39]
- 1968: فازت تشيلي على ألمانيا الغربية بنتيجة 2–1.[40]
- 2014: فازت ألمانيا على تشيلي بنتيجة 1–0.[41]

### نتائج الفريقين خلال البطولة
| م | الفريق    | لعب | نقاط |
| - | --------- | --- | ---- |
| 1 | ألمانيا   | 3   | 7    |
| 2 | تشيلي     | 3   | 5    |
| 3 | أستراليا  | 3   | 2    |
| 4 | الكاميرون | 3   | 1    |

| م | الفريق    | لعب | نقاط |
| - | --------- | --- | ---- |
| 1 | ألمانيا   | 3   | 7    |
| 2 | تشيلي     | 3   | 5    |
| 3 | أستراليا  | 3   | 2    |
| 4 | الكاميرون | 3   | 1    |

## المباراة

### التفاصيل
| تشيلي | 0–1   | ألمانيا         |
| ----- | ----- | --------------- |
|       | تقرير | لارس شتيندل 20' |

| تشيلي | ألمانيا |

| GK                 | 1  | كلاوديو برافو         | 90' |     |
| RB                 | 4  | ماوريسيو إيسلا        |     |     |
| CB                 | 17 | غاري ميديل            |     |     |
| CB                 | 18 | غونزالو خارا          | 66' |     |
| LB                 | 15 | جان بوسيجور           |     |     |
| DM                 | 21 | مارسيلو دياز          |     | 53' |
| CM                 | 20 | تشارلز أرانغويز       |     | 81' |
| CM                 | 10 | بيدرو بابلو هيرنانديز |     |     |
| AM                 | 8  | أرتورو فيدال          | 59' |     |
| CF                 | 11 | إدواردو فارغاس        | 75' | 81' |
| CF                 | 7  | أليكسيس سانشيز        |     |     |
| البدلاء:           |    |                       |     |     |
| FW                 | 19 | ليوناردو بالنسيا      |     | 53' |
| FW                 | 9  | أنجلو ساغال           |     | 81' |
| FW                 | 22 | إدسون بوتش            |     | 81' |
| المدرب:            |    |                       |     |     |
| خوان أنطونيو بيتزي |    |                       |     |     |

| GK         | 22 | مارك أندريه تير شتيغن |       |       |
| CB         | 4  | ماتياس غينتر          |       |       |
| CB         | 16 | أنطونيو روديغر        |       |       |
| CB         | 2  | شكودران مصطفي         |       |       |
| RM         | 18 | يوزوا كيميش           | 59'   |       |
| CM         | 8  | ليون غوريتزكا         |       | 90+2' |
| CM         | 21 | سيباستيان رودي        | 90+2' |       |
| LM         | 3  | يوناس هكتور           |       |       |
| RW         | 13 | لارس شتيندل           |       |       |
| LW         | 7  | يوليان دراكسلر        |       |       |
| CF         | 11 | تيمو فيرنر            |       | 79'   |
| البدلاء:   |    |                       |       |       |
| MF         | 14 | إمري تشان             | 90'   | 79'   |
| DF         | 17 | نيكلاس زوله           |       | 90+2' |
| المدرب:    |    |                       |       |       |
| يواخيم لوف |    |                       |       |       |

| رجل المباراة: مارك أندريه تير شتيغن (ألمانيا) الحكام المساعدين: ميلوفان ريستيتش (صربيا) داليبور دورديفيتش (صربيا) الحكم الرابع: دامير سكومينا (سلوفينيا) حكم الفيديو المساعد: كليمون توربان (فرنسا) جور برابروتنيك (سلوفينيا) مساعد حكم الفيديو: أرتور سواريس دياس (البرتغال) | قواعد المباراة: - الوقت الأصلي للمباراة 90 دقيقة بواقع شوطين. - في حال التعادل يلعب وقت إضافي لمدة 30 دقيقة بواقع شوطين إضافيين. - في حالة استمرار التعادل تلعب ركلات ترجيحية لحسم الفريق الفائز. - عدد اللاعبين 23 لكل فريق قبل المباراة (يكون منهم 11 أساسي و 12 إحتياطي). - عدد التغييرات المسموحة خلال المباراة هو 3 لاعبين لكل فريق. |

### إحصائيات اللقاء[45]
| تشيلي | إحصائيات الفريقين    | ألمانيا |
| ----- | -------------------- | ------- |
| 22    | عدد التسديدات        | 8       |
| 8     | التسديدات على المرمى | 3       |
| 66%   | الاستحواذ على الكرة  | 34%     |
| 569   | عدد التمريرات        | 299     |
| 83%   | دقة التمرير          | 74%     |
| 13    | الأخطاء              | 20      |
| 4     | البطاقات الصفراء     | 3       |
| 0     | البطاقات الحمراء     | 0       |
| 3     | حالات التسلل         | 3       |
| 9     | الضربات الركنية      | 4       |

## روابط خارجية
- الموقع الرسمي
- الإحصائيات الرسمية للمباريات